# Miquel Calçada
Miquel Calçada i Olivella (Sabadell, Barcelona; 13 de agosto de 1965) es un periodista y empresario español. También es conocido como Mikimoto.

## Biografía
Cuando tenía 15 años empezó a colaborar en Ràdio Terrassa. A los 17 años se convirtió en la primera voz de Catalunya Ràdio, la primera emisora pública catalana cuatro décadas después de la Guerra Civil. 
Su primer programa de televisión diario lo presentó en TV3: Mikimoto Club, era un talk show que pasó a prime time en directo después de una temporada.
De 1993 a 1996 presenta y dirige Persones humanes,  un programa de humor absurdo con tintes de ironía que reflejaba aspectos de la realidad social, con intervenciones del escritor Quim Monzó. El programa que se emitió el 20 de enero de 1994 originó una polémica por unas bromas sobre las amistades y aficiones de la infanta Elena de Borbón. Dicha polémica originó una nota de la casa real española por el trato que se dispensó, originando que el entonces presidente de la Generalidad, Jordi Pujol, tuviese que presentar oficialmente sus disculpas ante el Palacio de la Zarzuela y la apertura de un expediente informativo al canal TV3.
Es cofundador, junto con Carles Cuní, del Grup Flaix, que incluye las emisoras Flaix FM y Ràdio Flaixbac y el canal de televisión —actualmente inactivo— Flaix TV. Después Calçada se centró en sus estudios universitarios y en la gestión de sus cadenas de radio.
Con el paso de los años, ambas emisoras se convirtieron en dos de las tres cadenas más escuchadas de la radio musical en Cataluña.[cita requerida] Retomó su carrera televisiva en el 2003 con el programa Afers exteriors. 
Como productor independiente realizó una serie de 70 episodios titulada Les aventures del capità Enciam’. En 2004 dejó de fumar y, sorprendido por lo fácil que le había resultado realizó en TV3 un programa especial en dos sesiones sobre su propio método: El mètode Larson.
En 2010 se trasladó a Siracusa, Estados Unidos, donde estudió dos másteres: uno de administración pública y uno en relaciones internacionales, con especialización en resolución de conflictos por la Maxwell School de la Syracuse University. Es autor del estudio Analysis of the Algerian War of Independence: Les Événements, a Lost Opportunity for Peace.
En 2014 fue el comisario designado para los actos en conmemoración del tricentenario. Formó parte de la segunda promoción del Màster en Diplomàcia i Acció Exterior del Diplocat. Fue candidato de Junts pel Sí a las elecciones al Parlamento de Cataluña de 2015.
En 2015 deja su participación en el Grupo Flaix vendiendo su participación a su socio.
Interesado por las cuestiones históricas y los procesos independentistas se ha convertido en una de las personalidades catalanistas más reconocidas. Posteriormente, cambió su apellido de 'Calzada' a 'Calçada'. Como periodista ha escrito columnas en La Vanguardia y Avui.

## Programas

### Radio
Como periodista radiofónico, destacan los siguientes programas en Catalunya Ràdio:
- Catalunya DX
- En pijama el cap de setmana
- Mikimoto Club
- Pasta Gansa

### Televisión
En televisión, ha presentado y dirigido diversos programas:
- Oh, Bongònia, TV3 (1987)
- Mikimoto Club, TV3
- Mikimoto Clip, La 2
- Persones humanes, TV3 (1993-1996)
- Solvència contrastada, TV3
- Afers exteriors, TV3 (2003-)
- El mètode Larson, TV3 (2005)
- Prohibit als tímids, TV3 (2006)
- La Marató de TV3, TV3 (2007)

## Filmografía
También ha participado como actor en la película:
- Les aparences enganyen, de Carles Balagué (1991).